# Mills State Park
Ogden Mills & Ruth Livingston Mills State Park (auch: Mills Memorial State Park) ist ein State Park im Gebiet der Gemeinde Staatsburg in Dutchess County, New York. Der Park umfasst eine Fläche von 750 acre (3 km²) und erstreckt sich entlang der U.S. Route 9, zwischen Rhinebeck im Norden und der Stadt Hyde Park im Süden. Nach Westen ist der Park durch den Hudson River begrenzt, die durchschnittliche Meereshöhe liegt bei 39 ft (12 m).
Der Park gehört zum Verbund des Mills-Norrie State Park zusammen mit dem Margaret Lewis Norrie State Park, mit einer Gesamtfläche von 4 km².
Hauptattraktionen sind Staatsburgh State Historic Site, sowie Dinsmore Golf Course. Die Staatsburgh State Historic Site ist ein Landhaus in Beaux-Arts-Architektur entworfen von den Architekten McKim, Mead, and White. Das Haus entstand im Gilded Age 1895 bis 1896 und verfügt über 65 Zimmer, 14 Badezimmer und 23 Kamine. Das möblierte Haus steht für Besucher offen, sowie für Veranstaltungen und Feierlichkeiten. Im Park gibt es darüber hinaus Wanderwege, Blockhütten, Zeltplätze, sowie Möglichkeiten zum Angeln, Picknicken und Entspannen und im Winter Langlaufen und Schlittenfahren. Es gibt auch ein Restaurant.

## Dinsmore Golf Course

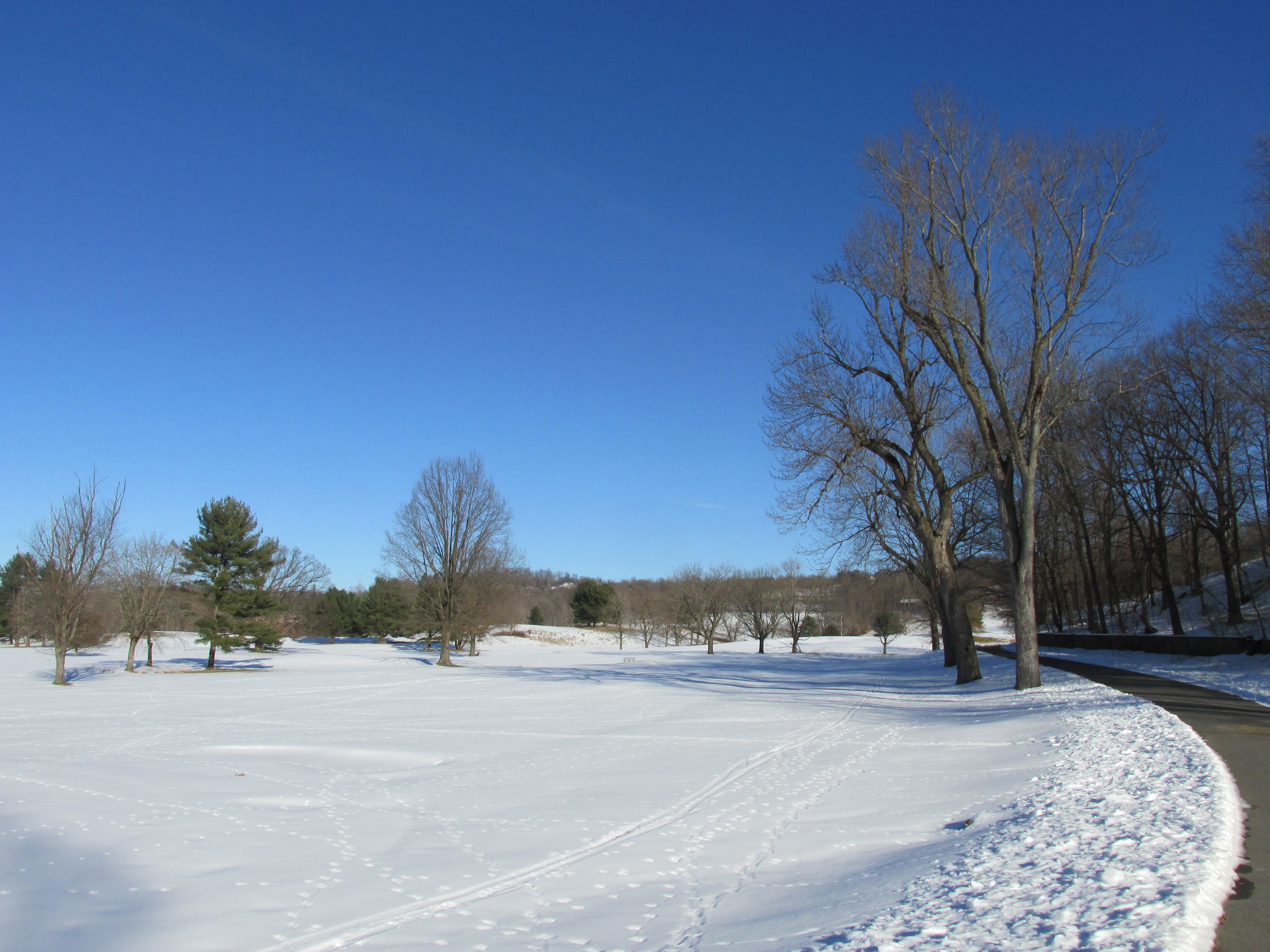
Dinsmore Golf Course im Winter

Der Dinsmore Golf Course ist als dritt-ältester Golfplatz in den Vereinigten Staaten ausgewiesen, nach den Aufzeichnungen des New York State Office of Parks, Recreation and Historic Preservation. Er wurde in den 1890ern von Hal Purdy geplant und hatte ursprünglich nur neun Löcher. Er wurde jedoch 1962 auf 18 Loch erweitert.
In neuerer Zeit ist der Golfplatz öffentlich zugänglich.  Par ist 70. Der Dinsmore Golf Course hat schöne Ausblicke über den Hudson River und bis zu den Catskill Mountains.

## Weitere State Parks und Historic Sites
- Margaret Lewis Norrie State Park (Dutchess County)
- Staatsburgh State Historic Site (Dutchess County)
- Clermont State Historic Site (Columbia County)
- Olana State Historic Site (Columbia County)
- Lake Taghkanic State Park (Columbia County)
- James Baird State Park (Dutchess County)